# 旭堂南也
旭堂 南也（きょくどう なんや、1980年5月19日 - ）は、講談師。4代目旭堂南陵の実子で門下。本名は西野 晶雄（にしの あきお）。あだ名はカニー。お笑いコンビ『シンプル』のツッコミ担当。

## 人物
- 父は講談師である4代目旭堂南陵。
- 血液型はA型。兵庫県出身。身長180cm、体重56kg。
- 近畿大学文芸学部芸術学科演劇・芸能専攻演技コース中退。
- 私立恵比寿中学ファンで、自称「エビ中ファミリー」[1]。
- 千鳥ノブ軍団のメンバーで『ゴッドタン』にはメンバーとして出演していた。
- 父同様に、「旭堂若小南陵」という芸名で講談師だった時期がある。その後しばらく講談はしていなかったが、2019年12月から再び父に弟子入りし、「旭堂南也」として講談師の活動を再開した。
- 2021年3月、4代目玉田玉秀斎、旭堂南喜とともに大阪講談協会を退会しフリーとなるが、南喜とともに旭堂南鷹（上方講談協会所属）の預かりとなる[2]。
- ピン芸でメキシコのダンサーキャラを演じる事がある。しかし、ネタは同じ事務所のピーマンズスタンダードの南川のピン芸「アイヒマンスタンダード」のパクリで、南川本人から抗議を受けている（元々は芸人仲間にアレンジとして見せた所ウケた事から始めた）。さらに、あらびき団でこのネタを披露したところ、視聴者からの苦情が殺到したという。また09年2月11日の放送では、フランスのダンサーキャラを演じたが、スタイルはそのままだった[3]。